# Alieno (La Rappresentante di Lista)
Alieno è un singolo del gruppo musicale italiano La Rappresentante di Lista, pubblicato il 12 febbraio 2021 come primo estratto dal quarto album in studio My Mamma.

## Descrizione
Il testo del brano descrive una situazione particolare in cui la protagonista si percepisce come un alieno, compiacendosi però della propria condizione, convinta di «essere il futuro». La cantante Veronica Lucchesi si rivolge forse all'amante alludendo al proprio desiderio poliamoroso: nonostante si senta stanca e provi dolore («cado a pezzi da un po'», «strette allo stomaco»), afferma di essere «più forte del dolore» e di continuare ad amare («faccio l'amore però»). La protagonista vuole godersi la propria sessualità e il piacere («non mi resta nulla a parte questo mondo»), si fa scherno di chi la giudica («mordo la gente che mi fa male») e non si preoccupa di ciò che pensa il suo amante, in quanto presto la perdonerà «per tutti questi desideri».

In occasione della pubblicazione del singolo, il duo ha presentato il brano attraverso la seguente dichiarazione:

## Video musicale
Il video, diretto da Alessandra Leone e girato presso i Cantieri Culturali alla Zisa di Palermo, è stato pubblicato il 16 febbraio 2021 attraverso il canale YouTube del duo.

## Tracce
Testi di Veronica Lucchesi e Dario Mangiaracina, musiche di Veronica Lucchesi, Dario Mangiaracina e Roberto Cammarata.
1. Alieno – 3:20

## Formazione
Hanno partecipato alle registrazioni, secondo le note di copertina di My Mamma:
Gruppo
- Veronica Lucchesi – voce, cori
- Dario Mangiaracina – chitarra, basso elettrico, pianoforte, sintetizzatore, programmazione, voce

Altri musicisti
- LRDL Band
  - Marta Cannuscio – udu, darabouka, conga, percussioni
  - Enrico Lupi – sintetizzatore aggiuntivo
  - Erika Lucchesi – cori
  - Roberto Calabrese – batteria, percussioni
- Roberto Cammarata – chitarra elettrica e baritona, programmazione batteria e sintetizzatore
- Carmelo Drago – basso elettrico

Produzione
- Papa D & Piccolo Cobra – produzione artistica
  - Dario Francesco Mangiaracina – produzione
  - Roberto Cammarata – produzione, registrazione
  - Veronica Lucchesi – medium
  - Marco Romanelli – ingegneria del suono, registrazione
- Bernardo Mattioni – produzione esecutiva
- Andrea Suriani – missaggio, mastering